# Hohenrain
Hohenrain es una comuna suiza del cantón de Lucerna, situada en el distrito de Hochdorf. Limita al noroeste y norte con la comuna de Hitzkirch, al este con Beinwil (Freiamt) (AG), Auw (AG) y Sins (AG), al sureste con Abtwil (AG), al sur con Ballwil, y al oeste con Hochdorf y Römerswil.